# Nave portacontainer

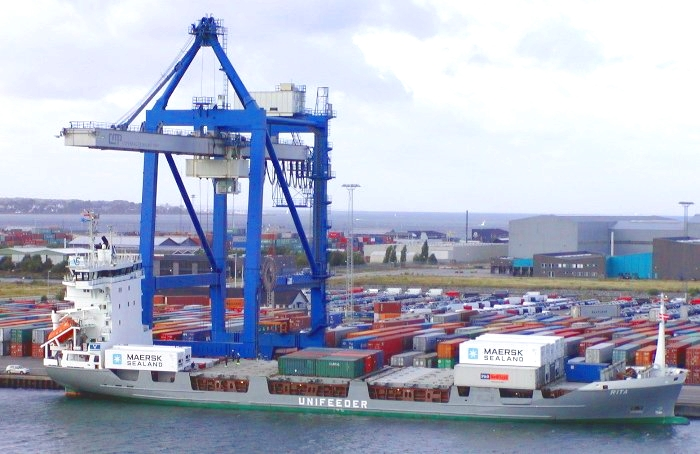
Portacontainer "Rita" mentre viene caricata a Copenaghen

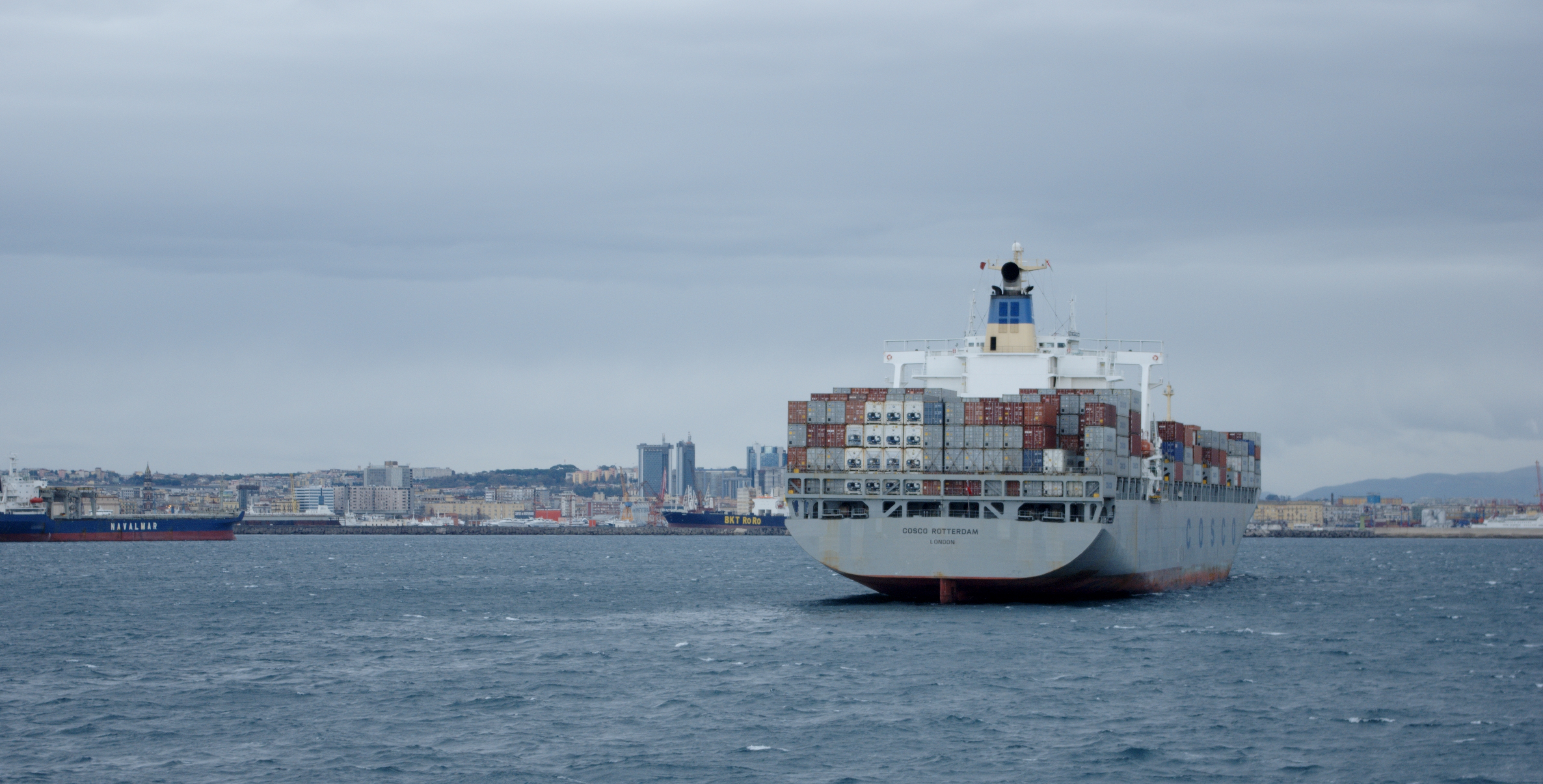
Poppa di una nave portacontainer

Le navi portacontainer o navi portacontenitori sono navi il cui intero carico è costituito da container. Questi ultimi possono poi essere trasportati alla meta finale con dei camion o per mezzo del treno. La tecnica alla base di questo tipo di trasporto è detta "containerizzazione" o "contenitorizzazione".
Conosciute informalmente come "Box Boats", queste navi trasportano la maggior parte delle merci che costituiscono l'intero commercio internazionale.
Le rotte più lunghe e importanti tra i porti principali vengono servite con grandi navi mentre portacontainer più piccole si occupano di trasferire i carichi nei porti minori o verso queste navi più grandi che attraccano solitamente nei porti maggiori.
Le navi portacontainer hanno di solito motori a ciclo diesel e un equipaggio che può variare dalle 20 alle 40 persone. Gli alloggiamenti dell'equipaggio e il ponte di comando sono situati nei diversi ponti che costituiscono la "torre" posta a poppa della nave stessa sopra la sala macchine.
Le prime navi portacontainer furono realizzate modificando delle petroliere T2 surplus della seconda guerra mondiale. Oggi invece queste navi costituiscono una classe a sé e si inseriscono tra le più grandi navi del mondo, superpetroliere a parte.

## I cantieri costruttori

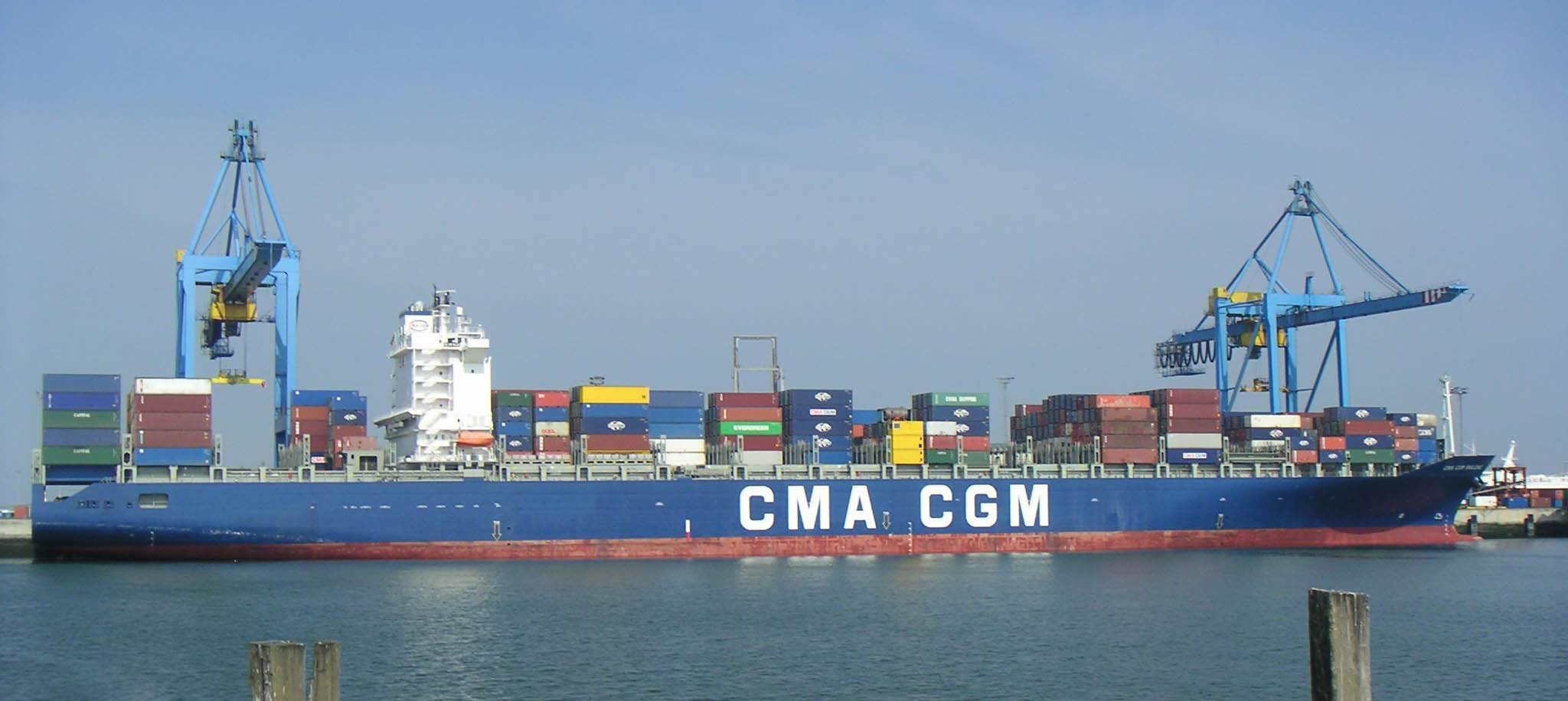
Portacontainer "CMA CGM Balzac" nel porto di Zeebrugge in Belgio

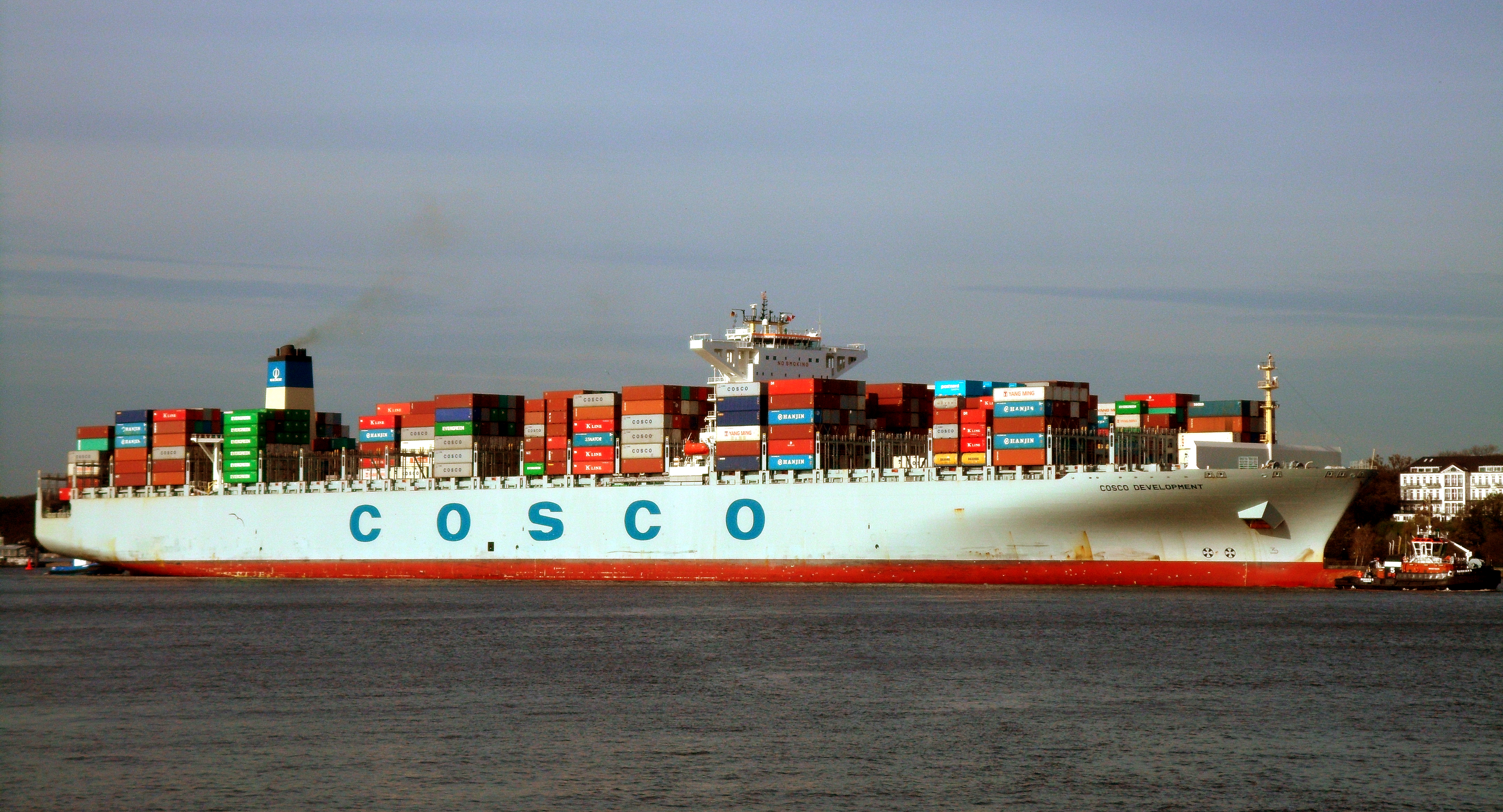
Portacontainer Cosco Development sul fiume Elba con il porto di destinazione Amburgo

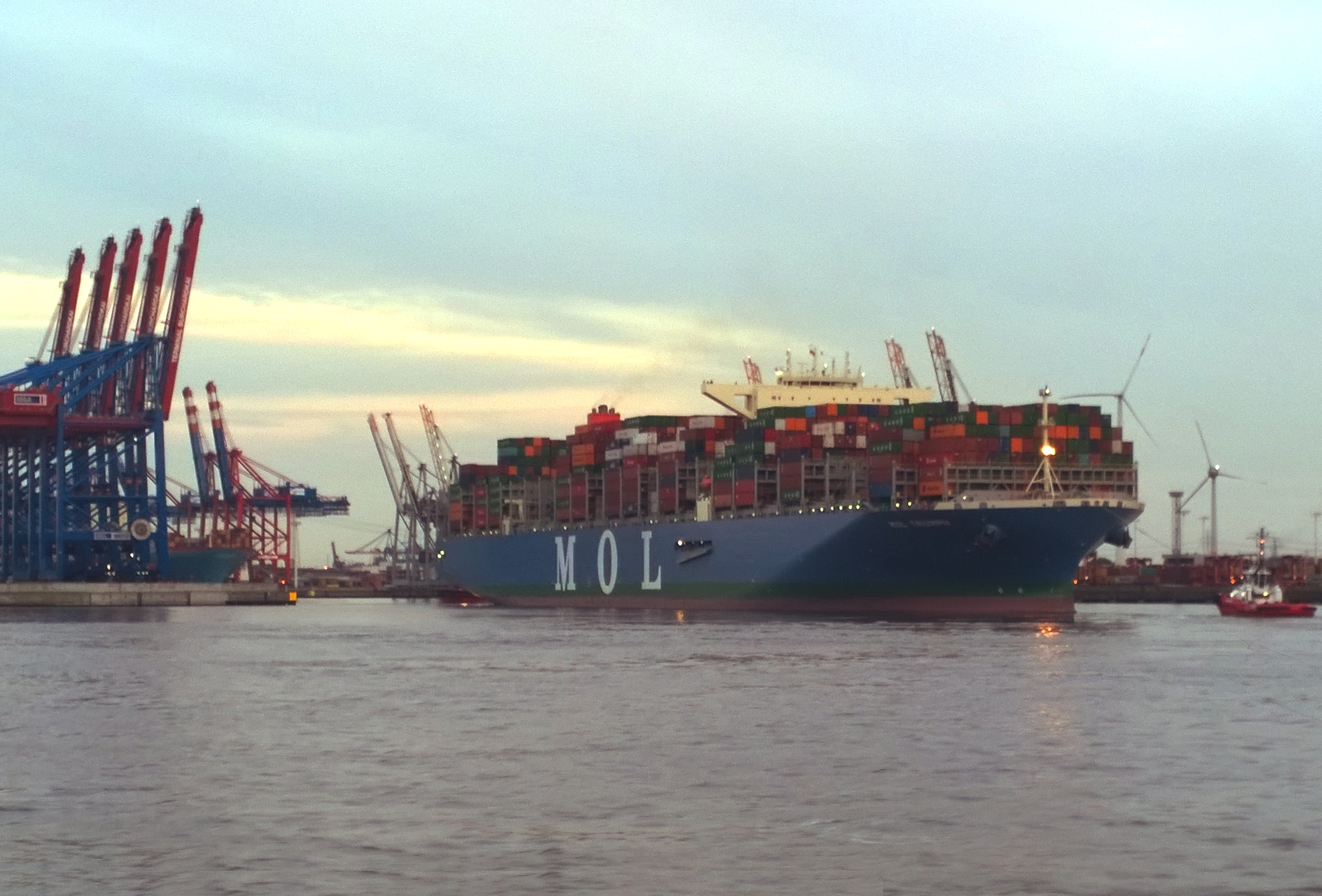
La nuova portacontainer MOL Triumph attracco del terminal Burchardkai, Amburgo

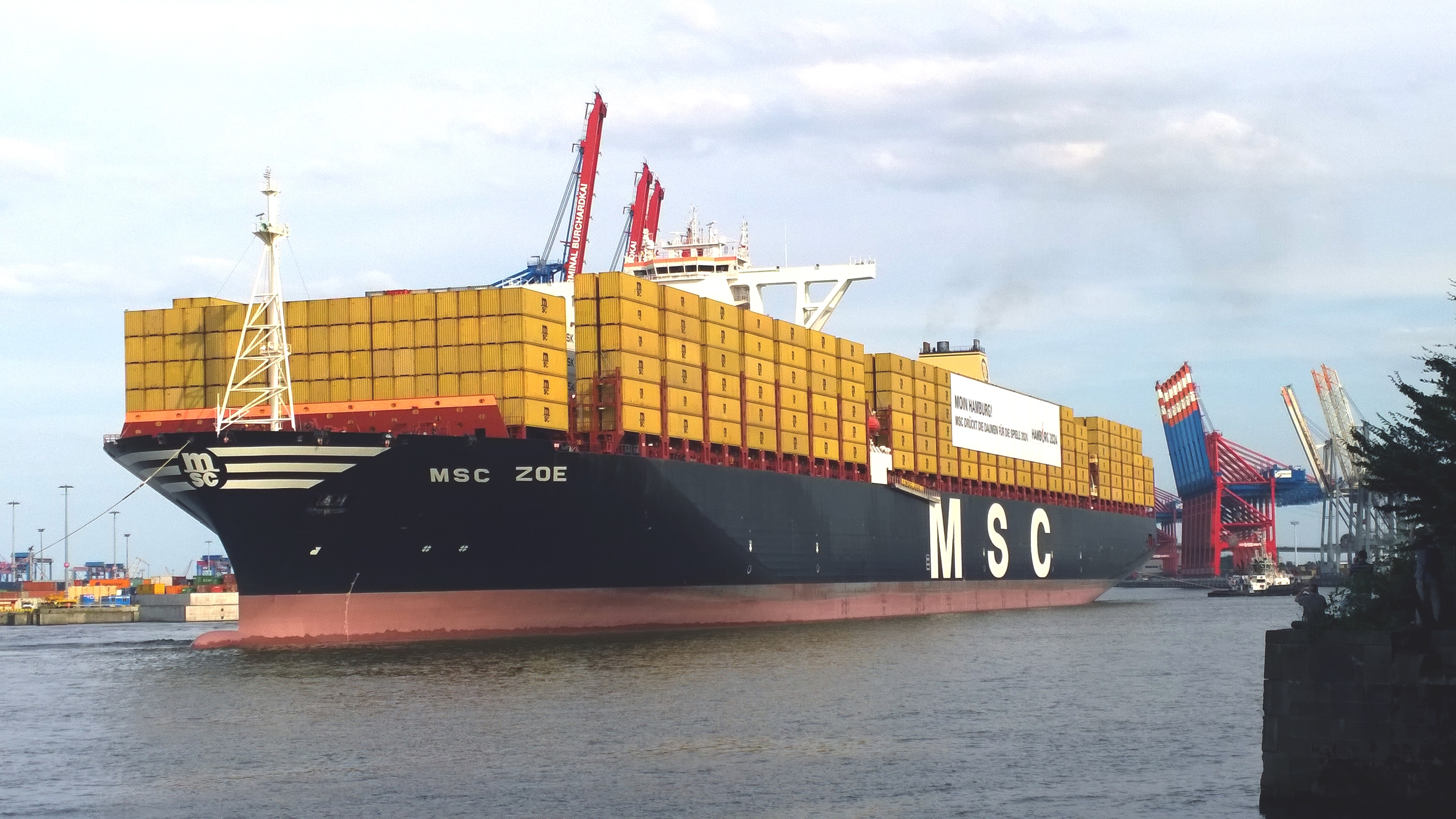
La nuova nave container MSC Zoe viene trascinata all'indietro per Amburgo, Euro Porta Terminal

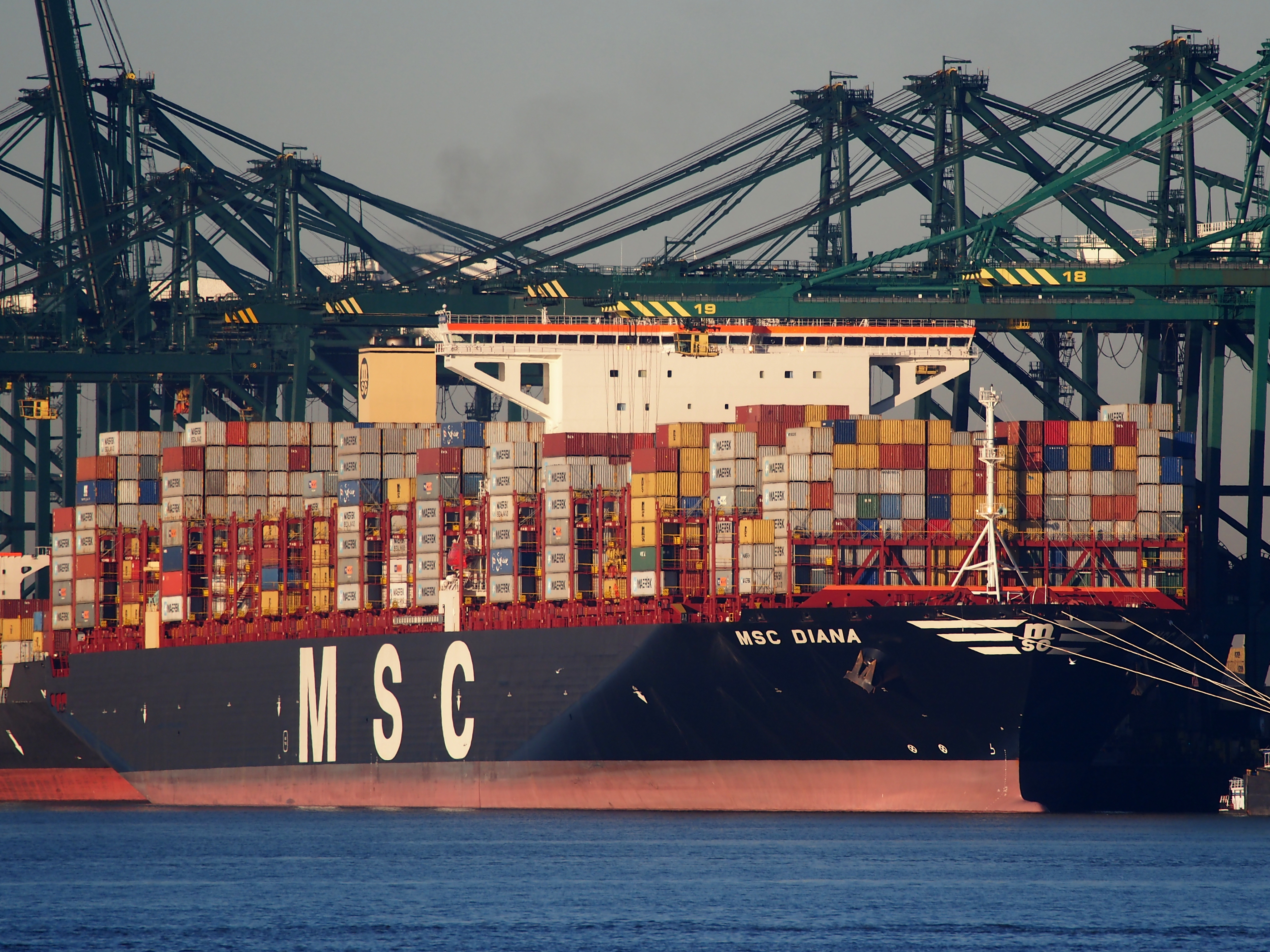
La nuova portacontainer MSC Diana nel porto di Anversa

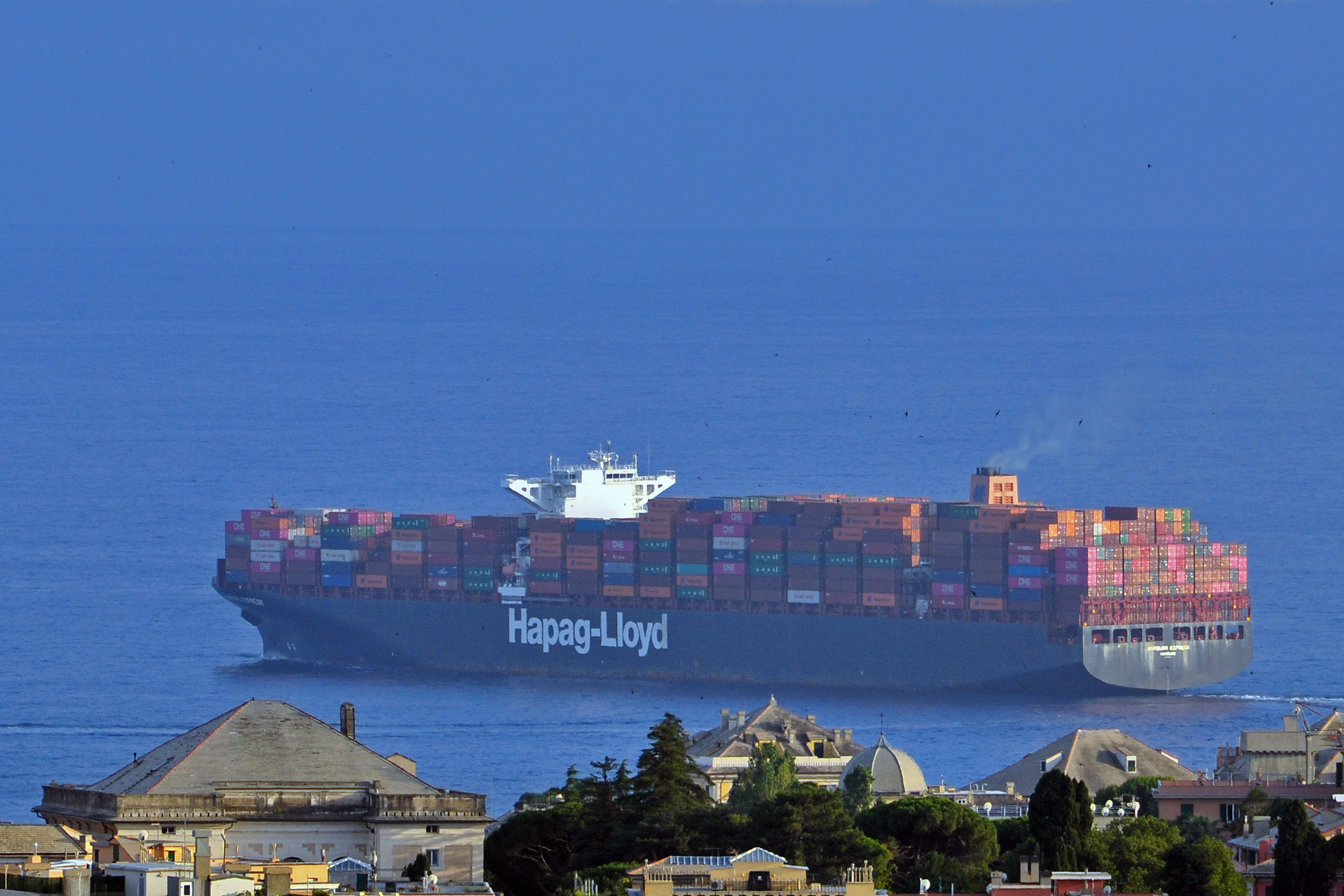
Portacontainer della Hapag-Lloyd a pieno carico in partenza dal porto di Genova

I maggiori costruttori mondiali di questo tipo di imbarcazione sono:
- Hyundai Heavy Industries, Corea del Sud
- Samsung Heavy Industries, Corea del Sud
- Daewoo Heavy Industries, Corea del Sud
- IHI-Kure Shipyard, Giappone
- Mitsubishi Heavy Industries, Giappone
- Kawasaki Shipbuilding Corporation, Giappone
- Northern Shipyard, Canada

## Le navi portacontainer più grandi
| Anno | Nome              | Lunghezza | Larghezza | TEU         | GT     | Compagnia                          |
| ---- | ----------------- | --------- | --------- | ----------- | ------ | ---------------------------------- |
| 2021 | Evergreen Ace     | 400.00m   | 61.5m     | 23992       | 235579 | Evergreen Marine/Taiwan            |
| 2019 | MSC Gülsün        | 400.00 m  | 62 m      | 23750       | /      | MSC/Svizzera                       |
| 2017 | MOL Triumph       | 400.00 m  | 58.80 m   | 20170       | /      | Mitsui O.S.K. Lines/Giappone       |
| 2016 | MSC Diana         | 398.45 m  | 59.07 m   | 19437       | /      | MSC/Svizzera                       |
| 2015 | MSC Zoe           | 395.40 m  | 59.90 m   | 19224       | 150853 | MSC/Svizzera                       |
| 2014 | CSCL GLOBE        | 400.00    | 58.00     | 19.200      | /      | China Shipping line/China          |
| 2014 | Thalassa Tyhi     | 368.50 m  | 51.00 m   | 13800       | 148667 | NYK/EvergreenCina                  |
| 2013 | NYK Hermes        | 366.50 m  | 48.20 m   | 13200       | 144179 | NYK/Hong KongCina                  |
| 2012 | New York Express  | 366.00 m  | 48.20 m   | 13169       | 142295 | Hapag-Lloyd/Germania               |
| 2011 | COSCO Development | 366.45 m  | 48.00 m   | 13114       | 141716 | COSCO/Hong KongCina                |
| 2010 | CSCL Star         | 366.00 m  | 51.00 m   | 14074       | /      | CSCL/Cina                          |
| 2009 | CMA CGM Aquila    | 363.00 m  | 45.60 m   | 11356       | 131332 | CMA CGM/Francia                    |
| 2008 | Eugen Maersk      | 397.00 m  | 56.00 m   | 11000       | /      | Maersk Sealand/Danimarca           |
| 2006 | Eleonora Maersk   | 397.00 m  | 56.00 m   | 11000       | /      | Maersk Sealand/Danimarca           |
| 2006 | Estelle Mærsk     | 397.00 m  | 56.00 m   | 11000       | /      | Maersk Sealand/Danimarca           |
| 2006 | Emma Mærsk        | 397.00 m  | 56.00 m   | 11000       | /      | Maersk Sealand/Danimarca           |
| 2005 | Colombo Express   | 335.07 m  | 42.87 m   | 8750        | 94750  | Hapag-Lloyd/Germania               |
| 2004 | CSCL Europe       | 334.00 m  | 42.80 m   | 8498        | 99500  | China Shipping Container Line/Cina |
| 2003 | OOCL Shenzhen     | 322.97 m  | 42.80 m   | 8063        | 89097  | OOCL/Hong Kong                     |
| 2003 | Axel Maersk       | 352.10 m  | 42.80 m   | 7226 (8300) | 93496  | Maersk Sealand/Danimarca           |
| 1997 | Sovereign Maersk  | 346.98 m  | 42.80 m   | 6600 (8000) | 91500  | Maersk Line/Danimarca              |
| 1996 | Regina Maersk     | 318.24 m  | 42.80 m   | 6000 (7000) | 80500  | Maersk Line/Danimarca              |
| 1995 | OOCL Hongkong     | 276.02 m  | 40.00 m   | 5344        | 66046  | OOCL/Hongkong                      |
| 1991 | Hannover Express  | 294.00 m  | 32.30 m   | 4639        | 53783  | Hapag-Lloyd/Germania               |
| 1988 | Marchen Maersk    | 294.12 m  | 32.22 m   | 4300        | 53600  | Maersk Line/Danimarca              |
| 1984 | Louis Maersk      | 270.00 m  | 32.30 m   | 3390 (3700) | 53300  | Maersk Line/Danimarca              |
| 1981 | Frankfurt Express | 287.73 m  | 32.28 m   | 3430        | 57540  | Hapag-Lloyd/Germania               |
| 1972 | Hamburg Express   | 287.70 m  | 32.20 m   | 3010        | 58088  | Hapag-Lloyd/Germania               |
| 1972 | Tokyo Bay         | 289.32 m  | 32.26 m   | 2961        | 58889  | OCL e in seguito P&O/Gran Bretagna |
| 1971 | Kamakura Maru     | 290.00 m  | 32.20 m   | 2500        | 59000  | NYK/Giappone                       |
| 1970 | Sydney Express    | 217.00 m  | 30.58 m   | 1665        | 27407  | Hapag-Lloyd/Germania               |
| 1969 | Encounter Bay     | 227.31 m  | 30.56 m   | 1572        | 28800  | OCL poi P&O/Gran Bretagna          |

Note
- Nella tabella i TEU sono il numero di container caricabili e il GT sono le tonnellate di stazza lorda.
- La stazza delle navi portacontainer è generalmente indicata in capacità di carico TEU con l'eccezione della Maersk che comunica i dati in altra forma, calcolandola in numero di container pieni dal peso medio di 14 tonn cadauno ottenendo un risultato non perfettamente allineato con quelli delle altre compagnie (il dato è riportato nella tabella).
- Le informazioni sulla capacità delle navi portacontainer vengono fornite direttamente dalle compagnie armatrici che potrebbero avere interesse commerciale a "gonfiarle" in parte artificialmente.

In media, la potenza del motore dei grandi portacontainer varia tra 1 e 2 CV per tonnellata. La velocità tra i 20 e i 25 nodi (30–40 km/h).
Le più grandi di queste navi sono della categoria Post-Panamax, cioè non sono in grado di attraversare il Canale di Panama (nella sua versione originaria) a causa della lunghezza eccessiva (oltre 300m).